# Liste de films français sortis en 2003
Listes de films français
- 1999
- 2000
- 2001
- 2002
- 2003
- 2004
- 2005
- 2006
- 2007

Liste non exhaustive de films français sortis en 2003.

## 2003
| Titre                                 | Réalisateur                          | Acteurs                                                                        | Genre                                    |
| ------------------------------------- | ------------------------------------ | ------------------------------------------------------------------------------ | ---------------------------------------- |
| 18 ans après                          | Coline Serreau                       | Madeleine Besson, Roland Giraud, Michel Boujenah, André Dussollier             | Comédie                                  |
| Bon voyage                            | Jean-Paul Rappeneau                  | Isabelle Adjani, Gérard Depardieu, Virginie Ledoyen, Yvan Attal                | Comédie dramatique                       |
| Ce jour-là                            | Raul Ruiz                            | Bernard Giraudeau, Elsa Zylberstein                                            | Comédie                                  |
| Le Cœur des hommes                    | Marc Esposito                        | Bernard Campan, Gérard Darmon, Jean-Pierre Darroussin, Marc Lavoine            | Comédie                                  |
| Les Côtelettes                        | Bertrand Blier                       | Philippe Noiret, Michel Bouquet                                                | Comédie dramatique                       |
| Effroyables Jardins                   | Jacques Becker                       | André Dussollier, Thierry Lhermitte, Jacques Villeret                          | Drame                                    |
| Les Égarés                            | André Téchiné                        | Emmanuelle Béart, Gaspard Ulliel                                               | Drame                                    |
| L'Esquive                             | Abdellatif Kechiche                  | Osman Elkharraz, Sara Forestier                                                |                                          |
| La Fleur du mal                       | Claude Chabrol                       | Nathalie Baye, Benoît Magimel, Suzanne Flon, Bernard Le Coq, Mélanie Doutey    | Comédie dramatique                       |
| France Boutique                       | Tonie Marshall                       | Karin Viard, François Cluzet, Judith Godrèche, Bernard Menez, Micheline Presle | Comédie dramatique                       |
| Le Furet                              | Jean-Pierre Mocky                    | Michel Serrault, Robin Renucci, Jacques Villeret                               | Film dramatique                          |
| Nathalie...                           | Anne Fontaine                        | Fanny Ardant, Emmanuelle Béart, Gérard Depardieu                               | Drame                                    |
| Moi César, 10 ans ½, 1m39             | Richard Berry                        | Jules Sitruk, Maria de Medeiros, Jean-Philippe Écoffey                         | Comédie dramatique                       |
| Ni pour ni contre (bien au contraire) | Cédric Klapisch                      | Marie Gillain, Vincent Elbaz                                                   | Drame, Thriller                          |
| Notre musique                         | Jean-Luc Godard                      | Sarah Adler, Nade Dieu, Rony Kramer                                            | Reflexion sur les guerres et la violence |
| Pas sur la bouche                     | Alain Resnais                        | Sabine Azéma, Pierre Arditi, Lambert Wilson                                    | Film musical, Comédie                    |
| Raja                                  | Jacques Doillon                      | Pascal Greggory                                                                |                                          |
| Ripoux 3                              | Claude Zidi                          | Philippe Noiret, Thierry Lhermitte, Loránt Deutsch                             | Comédie policière                        |
| Son frère                             | Patrice Chéreau                      | Bruno Todeschini, Éric Caravaca, Nathalie Boutefeu, Maurice Garrel             | Drame                                    |
| Swimming Pool                         | François Ozon                        | Charlotte Rampling, Ludivine Sagnier                                           | Policier, comédie dramatique             |
| Tais-toi !                            | Francis Veber                        | Gérard Depardieu, Jean Reno, Richard Berry, André Dussollier                   | Comédie policière                        |
| La Beuze                              | François Desagnat et Thomas Sorriaux | Michaël Youn, Vincent Desagnat, Zoé Félix                                      | Comédie                                  |